# Delvinë
Delvinë o Delvina è un comune albanese situato nella prefettura di Valona, a circa 16 km a nordest di Saranda, nella parte meridionale dell'Albania.
In seguito alla riforma amministrativa del 2015 a Delvinë è stato accorpato il soppresso comune di Vergo, portando la popolazione complessiva a 7 598 (dati censimento 2011).

## Geografia
La cittadina si trova ad un'altitudine di circa 200 m s.l.m. nel mezzo di una zona collinare. Poco più a valle, nei pressi di Finiq si trova l'antico insediamento di Fenice. Nel vicino villaggio di Rusan si trova la Moschea di Gjin Aleksi risalente al XVII secolo, della stessa epoca è anche il complesso della moschea di Xher-Mëhallë situato poco più a sud.

## Popolazione

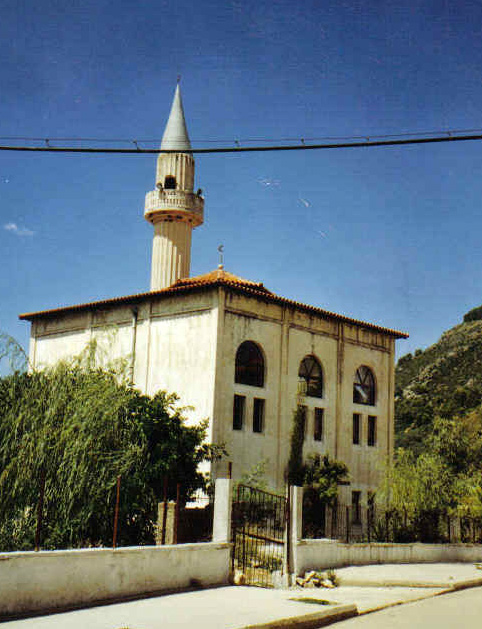
Moschea nel centro

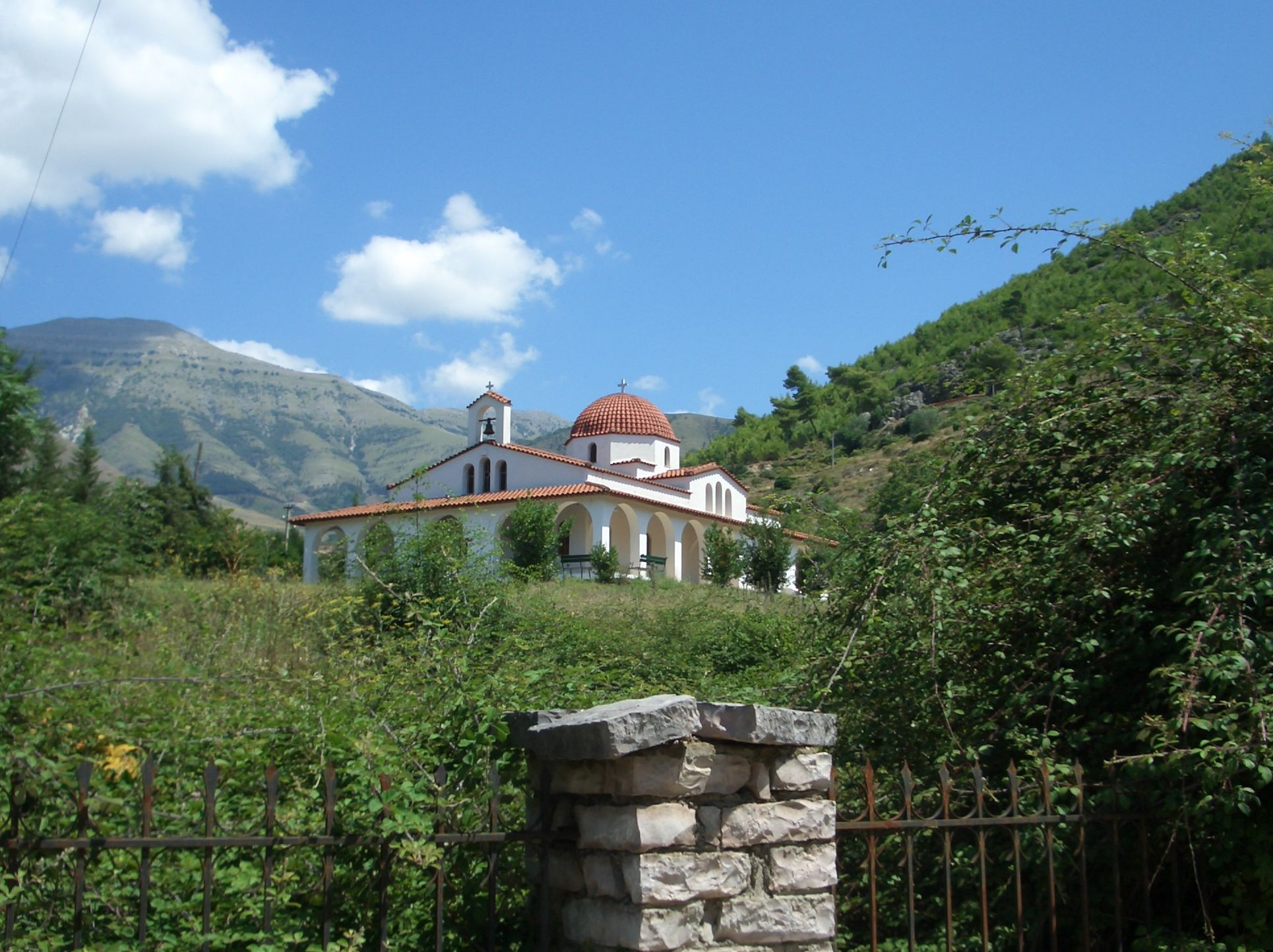
Nuova chiesa ortodossa

Originariamente Delvinë era abitata da una numerosa comunità ortodossa, con il tempo il loro numero si è sensibilmente ridotto, molti sono infatti emigrati nella vicina Grecia, in particolare le fasce più giovani. Il fenomeno dell'emigrazione non ha riguardato solo la minoranza greca, anche il resto della popolazione è diminuito negli ultimi decenni.

## Economia
In epoca comunista si trovavano a Delvinë alcune aziende alimentari e una manifattura che si occupava della lavorazione di piante officinali. Tutte le aziende sono state chiuse dopo il 1990. La popolazione si dedica al piccolo commercio e ai servizi, i principali datori di lavoro sono istituzioni comunali e statali. Sul corso superiore del fiume Bistrica si trova un allevamento ittico che usa vecchi impianti costruiti negli anni '70.
Lo sviluppo turistico della costa ionica nella vicina città di Saranda ha portato pochi benefici nell'interno, più di recenti vi sono sforzi da parte delle istituzioni e di alcuni imprenditori privati per incoraggiare le visite nei vicini siti storici di Finiq e Mesopotam. Un'importante meta turistica sono le sorgenti carsiche di Syri i Kaltër.